# Soy mexicano

## Lista de canciones
1. Soy mexicano
2. Agua
3. Gallo
4. ¡Hey!
5. Piloto celeste
6. Frío interior
7. Todo el mundo necesita amor
8. Mala mujer

## Miembros
Alfonso Guerrero Sánchez
Rigoberto Guerrero Sánchez
Fernando Galindo
Guillermo Bricio
Jesús Barrera
Antonio Camacho[
Mirna Vargas
Yolanda Rodríguez
- Datos: Q6132907